# Refinaria Henrique Lage
A Refinaria Henrique Lage ou Refinaria do Vale do Paraíba (Revap) é uma refinaria de petróleo da Petrobras, localizada em São José dos Campos, no estado de São Paulo.
Sua construção foi iniciada em 19 de fevereiro de 1974 e foi planejada para viabilizar as metas do II Plano Nacional de Desenvolvimento. Foi a quarta e última refinaria a entrar em funcionamento no estado de São Paulo. Inaugurada em 1980, a unidade homenageia o engenheiro naval Henrique Lage.
A refinaria controla o Terminal do Vale do Paraíba (Tevap), composto por plataformas de carregamento de caminhões-tanques. Além disso, ela é interligada aos terminais de Guarulhos, Guararema e São Sebastião.
Atualmente, é a terceira maior refinaria do país, capaz de processar 40 000 m³/d (252 000 barris/dia), equivalentes a 14% da produção nacional de derivados de petróleo. O mercado sob influência da refinaria abrange todo o Vale do Paraíba, o litoral norte do Estado de São Paulo, sul de Minas Gerais, Grande São Paulo, Centro-Oeste do Brasil e sul do Rio de Janeiro. A Henrique Lage abastece 80% da demanda de querosene de aviação no mercado paulista e 100% do Aeroporto Internacional de Guarulhos.

## Unidades de Processo
- Destilação atmosférica e a vácuo
- Craqueamento catalítico fluidizado
- Propeno
- Hidrotratamento de diesel, querosene, nafta, correntes instáveis para diesel, nafta de coque (HDTs)
- Reforma catalítica e hidrodessulfurização de nafta craqueada
- Geração de hidrogênio (HGU)
- Desasfaltação
- Recuperação de enxofre
- Coqueamento retardado, pátio de armazenamento e manuseio de coque
- Pastilhamento de enxofre
- Unidade de tratamento de hidrocarboneto leve de refinaria
- Transferência e estocagem
- Terminal de distribuição de derivados (TEVAP)
- Estações de descarregamento de derivados (C5+ e GLP)
- Tratamento de águas ácidas
- Estação de tratamento de despejos industriais (ETDI)
- Sistema de utilidades (geração de vapor, energia elétrica e tratamento de água)